# Waalse Pijl 2013
De Waalse Pijl is een Belgische wielerklassieker die in 2013 werd verreden op woensdag 17 april.

## Parcours
Het parcours van de Waalse Pijl werd ook dit jaar getekend door de steile Muur van Hoei, waar de renners drie keer (inclusief finish) overheen moesten. Andere bekende beklimmingen waren de Côte de Bohissau en de Côte de Bousalle.

### Hellingen
| Nummer | Kilometer | Naam                        | Lengte             |
| ------ | --------- | --------------------------- | ------------------ |
| 1      | 76,5      | Côte de Naninne             | 2,6 km, max 3,7 %  |
| 2      | 90,0      | Côte de Groynne             | 2,0 km, max 3,5 %  |
| 3      | 108,5     | Muur van Hoei (1)           | 1,3 km, max 9,3 %  |
| 4      | 127,5     | Côte d'Ereffe               | 2,1 km , max 5,9 % |
| 5      | 146,0     | Côte de Peu d'Eau           | 2,7 km , max 3,9 % |
| 6      | 151,0     | Côte de Bellaire            | 1,0 km , max 6,8 % |
| 7      | 158,5     | Côte de Bohisseau           | 1,3 km , max 7,6 % |
| 8      | 161,5     | Côte de Bousalle            | 1,7 km, max 4,9 %  |
| 9      | 173,5     | Muur van Hoei (2)           | 1,3 km, max 9,3 %  |
| 10     | 190,0     | Côte d'Amay                 | 1,5 km , max 6,7 % |
| 11     | 196,5     | Côte de Villers-le-Bouillet | 1,2 km, max 7,5 %  |
| 12     | 205,0     | Muur van Hoei (3)           | 1,3 km, max 9,3 %  |

## Deelnemende ploegen
| 19 UCI World Tour-ploegen | 19 UCI World Tour-ploegen | 19 UCI World Tour-ploegen | 6 wildcards                 |
| ------------------------- | ------------------------- | ------------------------- | --------------------------- |
| AG2R-La Mondiale          | FDJ                       | Omega Pharma-Quick Step   | IAM Cycling                 |
| Argos-Shimano             | Team Garmin-Sharp         | Orica-GreenEdge           | Sojasun                     |
| Astana Pro Team           | Lampre-Merida             | RadioShack-Leopard        | Topsport Vlaanderen-Baloise |
| Blanco Pro Cycling        | Lotto-Belisol             | Saxo-Tinkoff              | Colombia                    |
| BMC Racing Team           | Katjoesja Team            | Sky ProCycling            | Accent-Wanty                |
| Cannondale Pro Cycling    | Team Movistar             | Vacansoleil-DCM           | Crelan-Euphony              |
| Euskaltel-Euskadi         |                           |                           |                             |

## Uitslag mannen
| Plaats  | Naam               | Ploeg                   | Tijd     |
| ------- | ------------------ | ----------------------- | -------- |
| Winnaar | Daniel Moreno      | Team Katjoesja          | 4u52'33" |
| 2       | Sergio Henao       | Sky ProCycling          | +00' 03" |
| 3       | Carlos Betancur    | AG2R-La Mondiale        | z.t.     |
| 4       | Daniel Martin      | Garmin-Sharp            | z.t.     |
| 5       | Michał Kwiatkowski | Omega Pharma-Quick Step | z.t.     |
| 6       | Joaquim Rodríguez  | Team Katjoesja          | +00' 08" |
| 7       | Alejandro Valverde | Team Movistar           | z.t.     |
| 8       | Igor Antón         | Euskaltel-Euskadi       | z.t.     |
| 9       | Bauke Mollema      | Blanco Pro Cycling      | z.t.     |
| 10      | Rinaldo Nocentini  | AG2R-La Mondiale        | z.t.     |
|         |                    |                         |          |
| 15      | Philippe Gilbert   | BMC Racing Team         | +00' 15" |

## Uitslag vrouwen

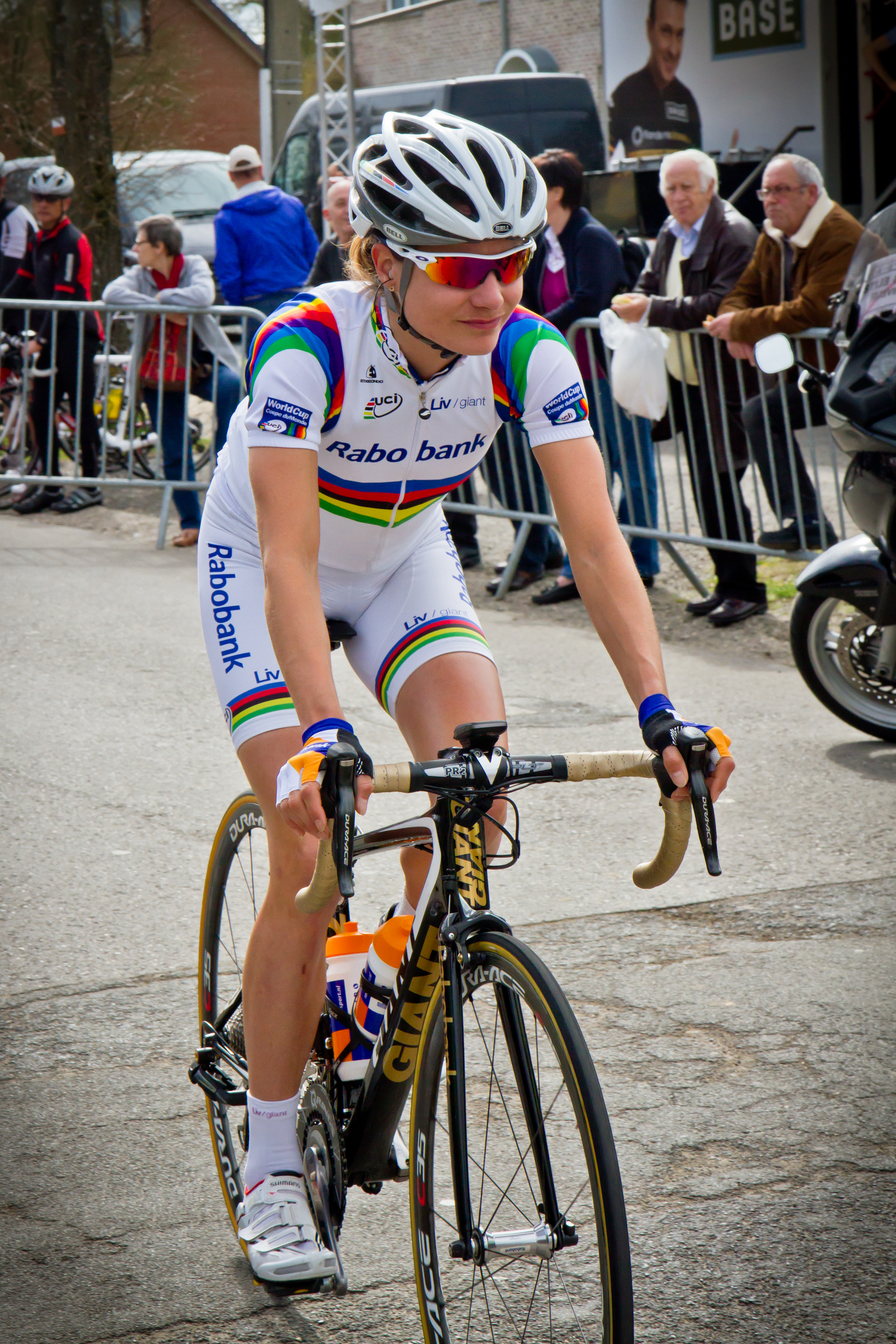
Regerend wereld- en olympisch kampioene Marianne Vos won voor de vijfde maal de Waalse Pijl.

| Plaats  | Naam                 | Ploeg                       | Tijd     |
| ------- | -------------------- | --------------------------- | -------- |
| Winnaar | Marianne Vos         | Rabo Women Cycling Team     | 3u34'32" |
| 2       | Elisa Longo Borghini | Hitec Products UCK          | z.t.     |
| 3       | Ashleigh Moolman     | Lotto Belisol Ladies        | z.t.     |
| 4       | Anna van der Breggen | Sengers Ladies Cycling Team | +00' 06" |
| 5       | Emma Johansson       | Orica-Ais                   | z.t.     |
| 6       | Ellen van Dijk       | Specialized-Lululemon       | +00' 19" |
| 7       | Alena Amialioesik    | Bepink                      | +00' 25" |
| 8       | Amber Neben          | Pasta Zara-Cogeas           | +00' 28" |
| 9       | Tiffany Cromwell     | Orica-Ais                   | +00' 33" |
| 10      | Jessie Daams         | Dolmans-Boels Cycling Team  | z.t.     |